# Fachinformationsdienst Jüdische Studien
Der Fachinformationsdienst Jüdische Studien (FID Jüdische Studien) ist eine Rechercheportal für wissenschaftliche Information in den Bereichen Jüdische Studien/Judaistik und Israel-Studien für die Forschung in Deutschland. Der FID Jüdische Studien löst die bisherigen Sondersammelgebiete „Wissenschaft vom Judentum und Israel“ der Frankfurter Universitätsbibliothek ab, welcher den bisher größten Bestand an wissenschaftlicher Literatur zu den Themen Judentum und Israel in der Bundesrepublik Deutschland umfasste.

## Das Portal
Die Rechercheoberfläche des Portals wird in den Sprachen Deutsch, Englisch und Hebräisch und in unterschiedlicher Schreibrichtung für die europäischen und die hebräische Sprache angeboten. Eine Zusammenarbeit mit internationalen Datenbanken zu den Themen, Judaistik, Israelstudien, Palästina etc. ist eingeleitet und soll weiter ausgebaut werden.
Es besteht bereits eine Zusammenarbeit mit der Datenbank zur Literatur der Jüdischen Aufklärung Library of the Haskala, einer Spezialbibliographie von Werken der Jüdischen Aufklärung des 17. und 18. Jahrhunderts in hebräischer und deutscher Sprache.

## Organisation
Die Zuständigkeit liegt bei der Universitätsbibliothek Johann Christian Senckenberg, Frankfurt am Main, in Kooperation mit der WISS Research Group von Kai Eckert an der Hochschule der Medien, Stuttgart.
Die Projektleitung wurde von 2016 bis 2019 von Rachel Heuberger und seit 2020 von Kerstin von der Krone wahrgenommen.

## Förderung
Der FID wird seit 2016 von der DFG gefördert.
Die erste Förderphase reichte von 2016 bis 2018, daran schloss sich die zweite Förderphase von 2019 bis 2022 an. Die dritte Förderphase dauert von 2022 bis 2025.
Die Höhe der Förderung durch die DFG beträgt in der dritten Phase 1,6 Millionen Euro.